# Bedevla
Bedevla (ukrajinsky Бедевля, maďarsky Bedőháza) je obec v okrese Ťačiv v Zakarpatské oblasti na Ukrajině. V roce 2025 zde žilo 5500 obyvatel; v celé obci pak žilo 6919 obyvatel.

## Části obce
- Bedevla
- Hlyňanyj
- Dibrivka
- Ruňa

## Bedevlanská vesnická komunita (hromada)
Je zde sídlo jednotného územního společenství Bedevlanská vesnická komunita (ukrajinsky Бедевлянська сільська громада), do kterého patří Bedevla a tyto vesnice: 
| Transkripce do latinky | Ukrajinský název v azbuce |
| Hlyňanyj               | Глиняний                  |
| Dibrivka               | Дібрівка                  |
| Ruňa                   | Руня                      |
| Bilovarci              | Біловарці                 |

## Historie
První písemná zmínka o obci pochází z roku 1336, kdy ves byla uvedena jako Bedeuhaza. Při sčítání lidu v roce 1910 měla Bedőháza 2 503 obyvatel. Z toho bylo 66 Maďarů, 412 Němců a 2011 Rusínů, z toho 2071 řeckokatolíků a 405 Izraelců.
Do uzavření Trianonské smlouvy byla obec součástí Uherska, poté byla pod názvem Bedevla nebo také Bedevle součástí československé první republiky. Byl zde obecní notariát. Od roku 1945 byla obec součástí Ukrajinské sovětské socialistické republiky, která byla součástí SSSR, a nakonec od roku 1991 je součástí samostatné Ukrajiny.

## Památky
- Chrám sv. Archanděla Michaela, z roku 1838
- Klášter svatého Jana Křtitele
- Židovský hřbitov

## Osobnosti
- Pavel Kossey (*1896), československý politik z Podkarpatské Rusi a meziválečný poslanec Národního shromáždění za Republikánskou stranu zemědělského a malorolnického lidu (agrárníky).